# Marc Koninckx
Marc Koninckx est un directeur de la photographie belge, né à Bruxelles, membre A.F.C. (Association française des directeurs de la photographie cinématographique) et S.B.C. (Belgian Society of Cinematographers).
Après avoir fait ses études de cinéma au R.I.T.C.S (Bruxelles), dont il sort diplômé en 1983, il commence sa carrière comme assistant, puis s'impose rapidement comme cadreur et opérateur steadicam. Il connaît une carrière fulgurante et travaille notamment avec Louis Malle sur Au revoir les enfants, Lewis Teague sur Le Diamant du Nil (The Jewel of the Nile), Cyril Collard sur Les Nuits fauves, Bertrand Blier sur Merci la vie, Roman Polanski sur Frantic, Patrice Chéreau sur La Reine Margot, Claude Berri sur Lucie Aubrac.
En 1998, après une transition bref de directeur de la photographie seconde équipe sur des films comme Beauté volée de Bernardo Bertolucci, Kalahari de Mikael Salomon et French Kiss de Lawrence Kasdan, Marc Koninckx commence à faire la photographie principale.
Avec Johnny Mad Dog, prix de l’Espoir au Festival de Cannes 2008, il participe grandement à la force photographique comme élément du processus filmique.

## Filmographie
- 1998 : Préférence de Grégoire Delacourt
- 1999 : Mort d'un conquérant (TV)
- 2001 : Vent de poussières (TV)
- 2002 : Y a pas d'âge pour s'aimer (TV)
- 2003 : Dreamy Visions
- 2003 : Le Voyage de la grande-duchesse (TV)
- 2003 : Les Bottes (TV)
- 2004 : La Nourrice (TV)
- 2004 : Le Thé d'Ania
- 2005 : Le Triporteur de Belleville (TV)
- 2006 : Les Irréductibles
- 2006 : Vivantes ! de Saïd Ould Khelifa
- 2006 : La Reine Sylvie (TV)
- 2007 : Sa raison d'être (TV) de Renaud Bertrand
- 2008 : Johnny Mad Dog de Jean-Stéphane Sauvaire
- 2009 : Le Jour où Dieu est parti en voyage de Philippe Van Leeuw
- 2010 : Itinéraire Bis de Jean-Luc Perréard
- 2010 : L'Ordre et la Morale de Mathieu Kassovitz
- 2011 : Zabana de Said Ould-Khelifa
- 2012 : Maryan de Bharatbala Ganapathy
- 2015-2016 : Rock On 2 de Shujaat Saudagar
- 2016 : Le Viol de Alain Tasma (TV)
- 2017 : Mystère Place Vendôme de Renaud Bertrand
- 2017: Mystère à l'Elysée de Renaud Bertrand
- 2018: Mystère à la Sorbonne de Léa Frazer
- 2019: ConneXion Intime de Renaud Bertrand
- 2020: King on Screen de Daphné Baïwir
- 2022: Demain, si tout va bien de Ivan Goldschmidt
- 2023: Ukraniennes de Anastasia Mikova

### Directeur de la photo2deéquipe,cadreur,opérateur steadicam
- 1997 : Lucie Aubrac (cadreur)
- 1996 : Le Bel Été (opérateur steadicam)
- 1996 : Des nouvelles du bon Dieu (opérateur steadicam)
- 1996 : Beauté volée (opérateur steadicam, directeur de la photographie 2e équipe)
- 1996 : Beaumarchais, l'insolent (opérateur steadicam)
- 1995 : La Cité des enfants perdus (opérateur steadicam, cadreur)
- 1995 : French Kiss (directeur de la photographie 2e équipe)
- 1995 : Une femme française (opérateur steadicam) )
- 1994 : Un Indien dans la ville (opérateur steadicam)
- 1994 : La Machine (cadreur)
- 1994 : Le Colonel Chabert (opérateur steadicam)
- 1994 : La Fille de d'Artagnan (opérateur steadicam)
- 1994 : Casque bleu (opérateur steadicam)
- 1994 : La Reine Margot (cadreur)
- 1993 : Germinal (opérateur steadicam, cadreur 2e caméra)
- 1993 : L'Ombre du doute (opérateur steadicam)
- 1993 : Kalahari (directeur de la photographie 2e équipe)
- 1993 : Les Visiteurs (opérateur steadicam)
- 1992 : À demain (opérateur steadicam)
- 1992 : Fatale (cadreur, équipe française ; opérateur steadicam, équipe française)
- 1992 : La Fille de l'air (opérateur steadicam)
- 1992 : Les Nuits fauves (opérateur steadicam)
- 1992 : Sur la terre comme au ciel (opérateur steadicam)
- 1992 : Après l'amour (opérateur steadicam)
- 1992 : La Belle Histoire (opérateur steadicam)
- 1991 : La Totale ! (opérateur steadicam)
- 1991 : Les Amants du Pont-Neuf (opérateur steadicam)
- 1991 : Simple mortel (opérateur steadicam)
- 1991 : Aujourd'hui peut-être (cadreur)
- 1991 : Merci la vie (opérateur steadicam)
- 1991 : L'Opération Corned-Beef (opérateur steadicam)
- 1990 : Henry et June (opérateur steadicam)
- 1990 : L'Affaire Wallraff (opérateur steadicam)
- 1990 : Promotion canapé (opérateur steadicam)
- 1989 : Le Mahabharata (opérateur steadicam)
- 1989 : Silence Like Glass (opérateur steadicam)
- 1989 : Force majeure (opérateur steadicam)
- 1989 : Cinq jours en juin (opérateur steadicam)
- 1989 : Je suis le seigneur du château (opérateur steadicam)
- 1988 : To Kill a Priest (opérateur steadicam)
- 1988 : Jaune Révolver (opérateur steadicam)
- 1988 : Frantic (opérateur steadicam)
- 1987 : Au revoir les enfants (opérateur steadicam)
- 1987 : Mascara (cadreur)
- 1986 : The Assault (opérateur steadicam)
- 1985 : Le Diamant du Nil (cadreur)
- 1985 : La Chair et le Sang (opérateur steadicam, cadreur)